# Fanagoria

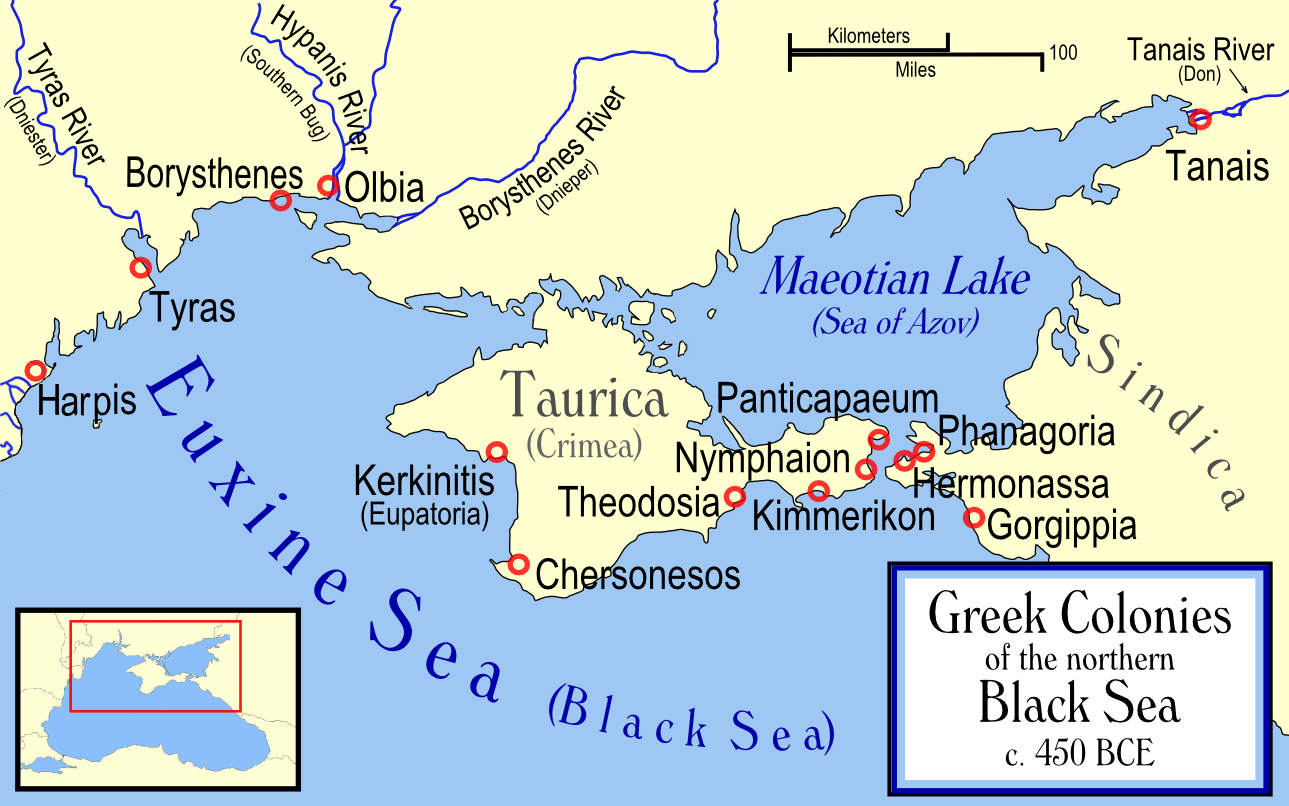
Fanagoria i inne kolonie greckie na północnym wybrzeżu Morza Czarnego

Fanagoria (stgr. Φαναγόρεια) – powstałe w starożytności miasto na Półwyspie Tamańskim nad Zalewem Tamańskim należącym do Cieśniny Kerczeńskiej (zwanej wówczas Bosforem Kimmeryjskim). Miasto to istniało od VI wieku p.n.e. do X wieku n.e.
Pozostałości miasta położone są na zachód od dzisiejszej miejscowości Sennoj w Rosji.

## Historia

### Starożytność

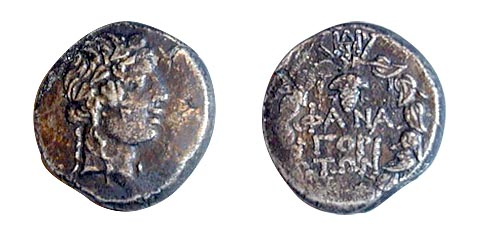
Starożytna moneta grecka z Fanagorii, ze zbiorów Odeskiego Muzeum Numizmatycznego

Zostało założone przez kolonistów z greckiego miasta Teos w połowie VI wieku p.n.e., którzy uciekając przed najazdem perskim osiedlili się na wybrzeżu Morza Czarnego. Nazwa miasta wywodzi się od imienia ich przywódcy Fanagora.
Na początku IV wieku p.n.e. Fanagoria została włączona w skład Królestwa Bosporańskiego. Wtedy też zaczął się intensywny rozwój miasta, które stało się wielkim centrum handlowym, korzystającym na intensywnych kontaktach z Grecją, szczególnie z Atenami. Głównym surowcem eksportowym było zboże, z Grecji natomiast płynęły odzież, ozdoby, wino, rozmaite wyroby rzemieślnicze, które trafiały do odbiorców w Fanagorii, ale także dalej na Kubaniu i w regionach nadwołżańskich. W I wieku p.n.e. Fanagoria weszła w skład Królestwa Pontyjskiego, jednak w wojnie władcy Pontu Mitrydatesa VI Eupatora przeciw Rzymowi opowiedziała się po stronie Rzymu. Miasto był oblegane przez wojska Mitrydatesa, lecz wytrzymało oblężenie. W nagrodę od zwycięskiego Rzymu Fanagoria otrzymała niepodległość. W tym okresie w Fanagorii rozwijało się rzemiosło artystyczne, głównie ceramika (np. terakotowe figurki zdobione bogatą polichromią), obróbka metali (odnaleziono formy odlewnicze) i tkactwo (zachowane ciężarki do warsztatów).

### Średniowiecze

Wielka Bułgaria ze stolicą w Fanagorii

W IV wieku miasto zostało zdobyte i spalone przez Hunów. Następnie znalazło się pod władzą Kaganatu Chazarskiego, stając się jednym z jego centrów administracyjnych. W 704 w mieście przebywał na wygnaniu, korzystając z gościny swojego szwagra – kagana chazarskiego, cesarz bizantyjski Justynian II wraz z żoną Teodorą. W VII wieku Fanagoria stała się stolicą Wielkiej Bułgarii i stąd wyruszyły wojska chana Asparucha, twórcy współczesnej Bułgarii, nad Dunaj. W tym czasie w mieście istniała jedna z najstarszych wspólnot żydowskich nad Morzem Czarnym – fanagoryjska synagoga otwarta została w 52 n.e. Miasto funkcjonowało do X wieku.
W późnym średniowieczu istniała tu kolonia genueńska o nazwie Matrega.

### Ruiny Fanagorii w XVIII i XIX wieku
W 1794, w czasie wojny Rosji z Turcją, na ruinach Fanagorii z kamienia wydobytego w grodzisku została zbudowana przez żołnierzy Suworowa twierdza Fanagoria. Zarówno ten fakt, jak i późniejsze pozyskiwanie kamiennego surowca do celów budowlanych spowodowało duże straty wśród zabytków miasta. W latach trzydziestych XIX wieku angielski podróżnik Clark, który widzieli ruiny Fanagorii, mógł napisać, że widział jeszcze pozostałości murów miejskich i baszt (we wspomnieniach nazwał resztki miasta „grobowcem starogreckich bas-reliefów i kamieni z napisami”).

## Wykopaliska

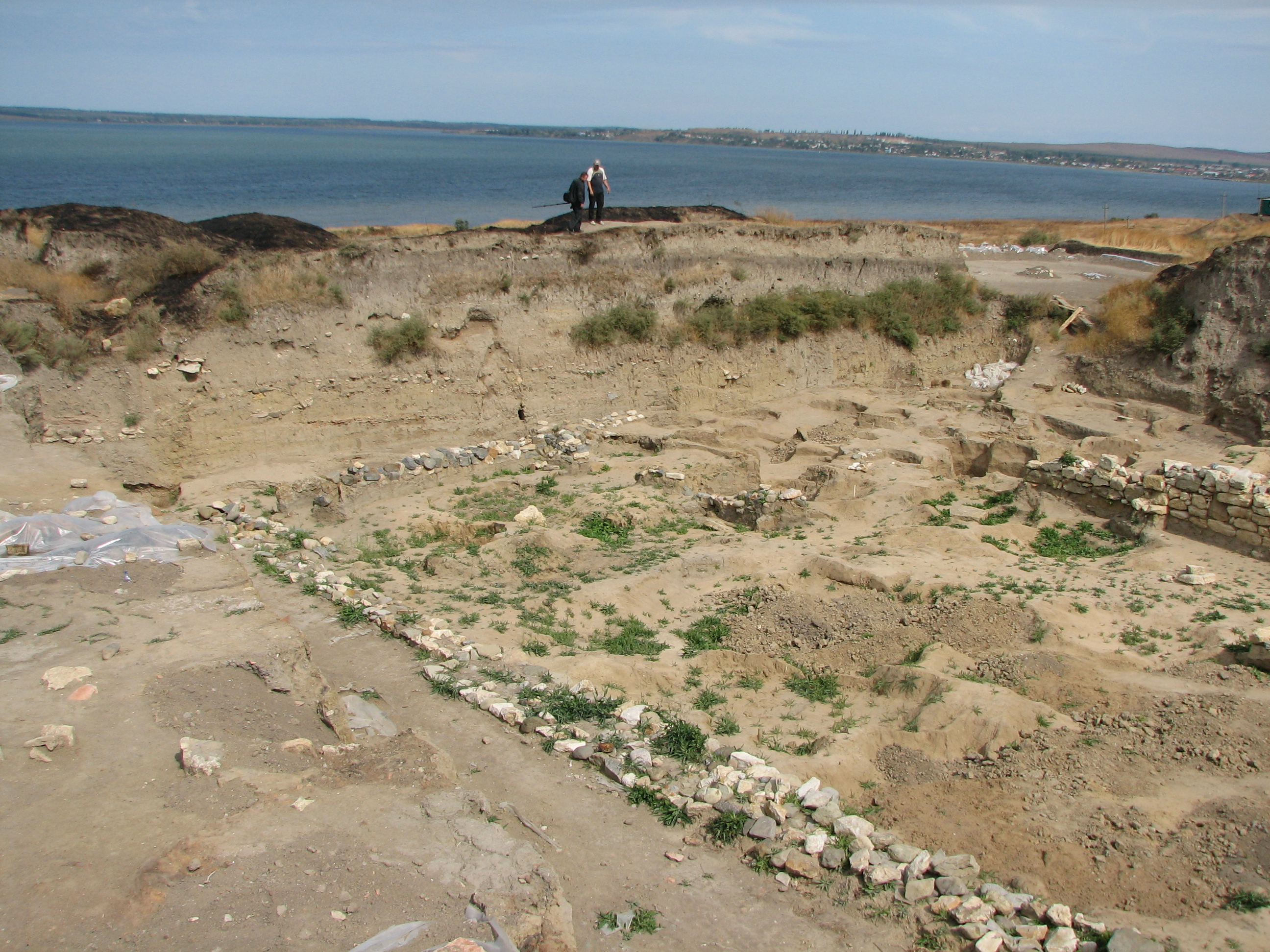
Teren wykopalisk, wrzesień 2008

Pierwsze prace wykopaliskowe miały tutaj miejsce jeszcze w XIX wieku – w 1859. Wykopaliska te jednak miały charakter raczej poszukiwania skarbów, a nie prawdziwej archeologii. Prawdziwe badania naukowe rozpoczęły się dopiero w 1936.
Obecnie Fanagoria jest odkopywana spod stepowego piasku, albowiem na powierzchni ziemi nie zachowały się żadne zabytki. Szacuje się, że mniej niż 1% ogólnej powierzchni miasta zostało zbadane przez archeologów. Badania archeologiczne pozwoliły stwierdzić, że Fanagoria rozpościerała się na 2 płaskowyżach: niższym, schodzącym bezpośrednio do brzegu morskiego, i wyższym, na którym znajdowała się zasadnicza część miasta. Miasto zajmowało powierzchnię 65 ha i ciągnęło się ze wschodu na zachód na długości 900–1000 m, a jego szerokość (kierunek północ – południe) wynosiła 400–500 m. Obecnie północna część miasta zatopiona jest przez wody zalewu, ale podwodne badania archeologiczne w 1958 i 1999 pozwoliły ustalić, że północna część miasta kończyła się 300 m od współczesnego brzegu.
W mieście i w nekropoli odkryto liczne rzeźby statuaryczne i reliefy (np. stelę nagrobną Agatona z II wieku p.n.e.). Zachowały się także resztki budowli monumentalnych o bogatej dekoracji rzeźbiarskiej (np. marmurowy akroterion, kapitele jońskie) i domów mieszkalnych z dekoracją malarską.
Nekropola Fanagorii rozpościera się po 3 stronach miasta: od wschodu, południa i zachodu. Składa się z kurhanów i ziemnych, bezkurhanowych grobowców. Wykopaliska odsłoniły różnorodność budowli grobowcowych:
- proste, prostokątne w formie groby biedniejszych członków społeczności,
- grobowce wyłożone kamiennymi, pionowymi płytami, należące do nieco bogatszych mieszkańców miasta,
- grobowce rodzinne z korytarzami wejściowymi (dromosami),
- kamienne groby z drewnianymi lub (rzadziej) marmurowymi sarkofagami w komorach grobowych, nad którymi usypywano kurhany, należące do najbardziej znamienitych i najbogatszych osobistości oraz władców.

Badania nekropoli przyniosły odkrycia licznych egzemplarzy broni, srebrnych naczyń i złotej biżuterii, głównie z IV wieku p.n.e.

## Galeria
Skansen w Bułgarii w okolicach Warny, ukazujący Fanagorię w okresie władzy chanów bułgarskich.

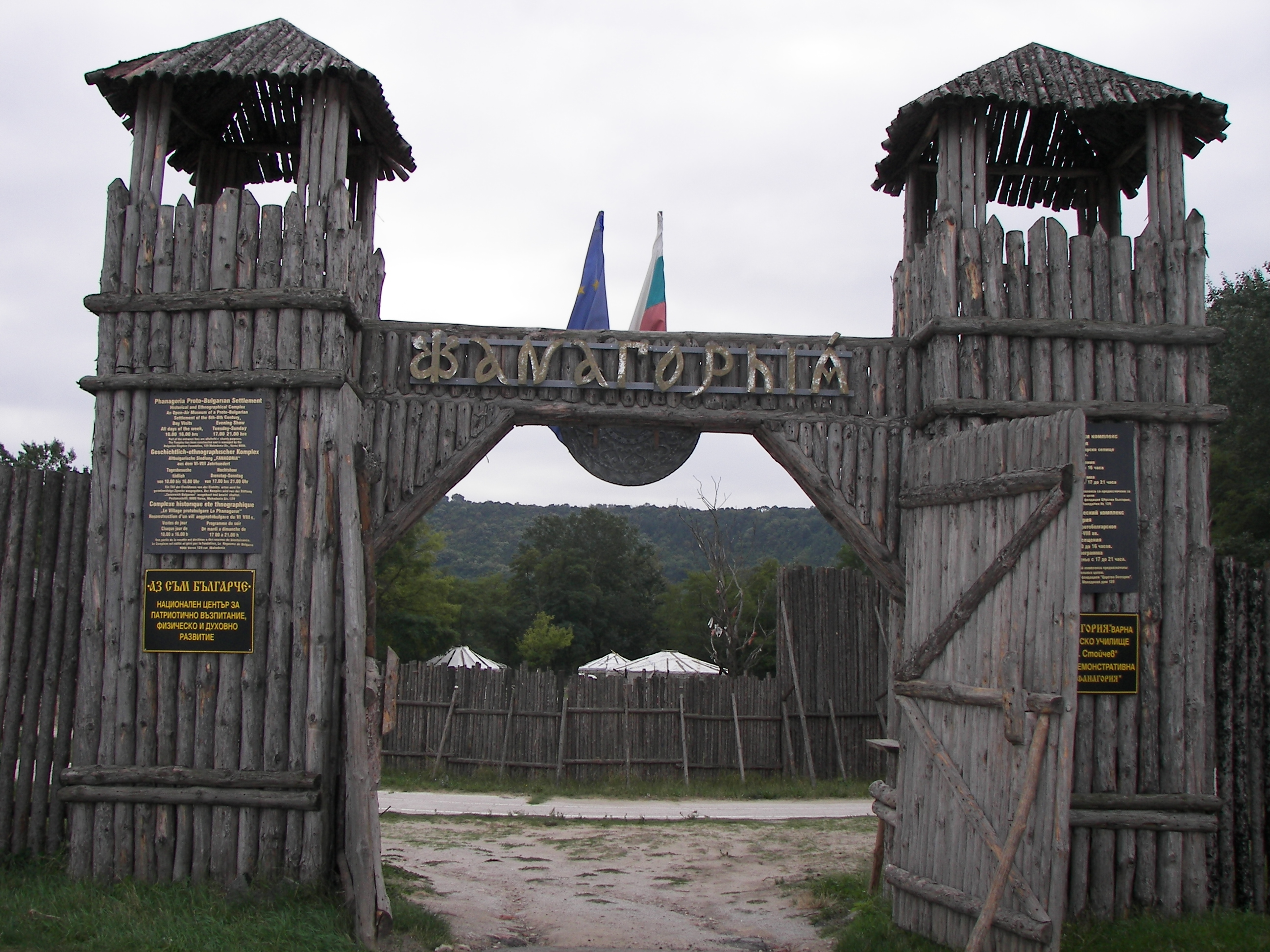
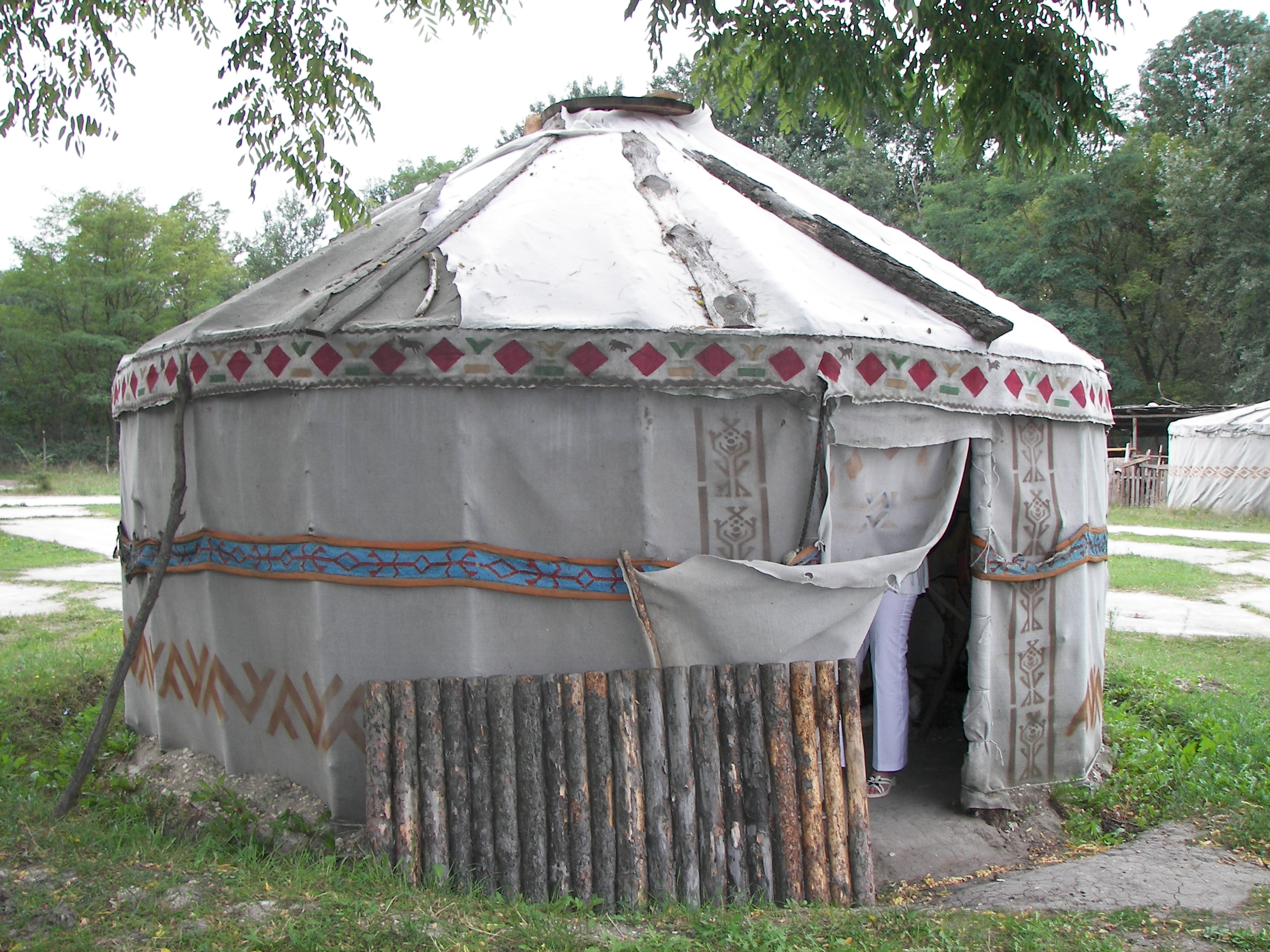
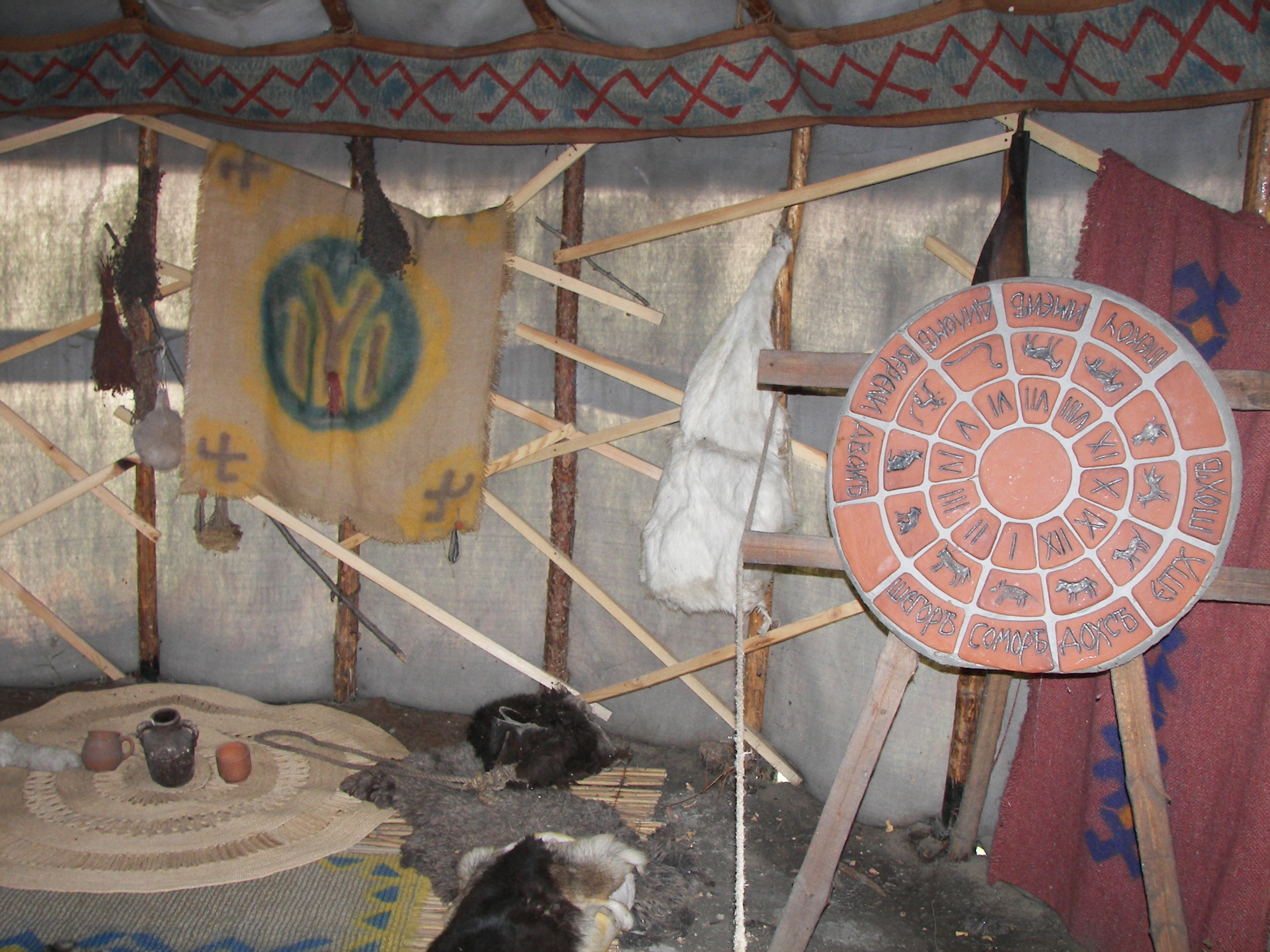
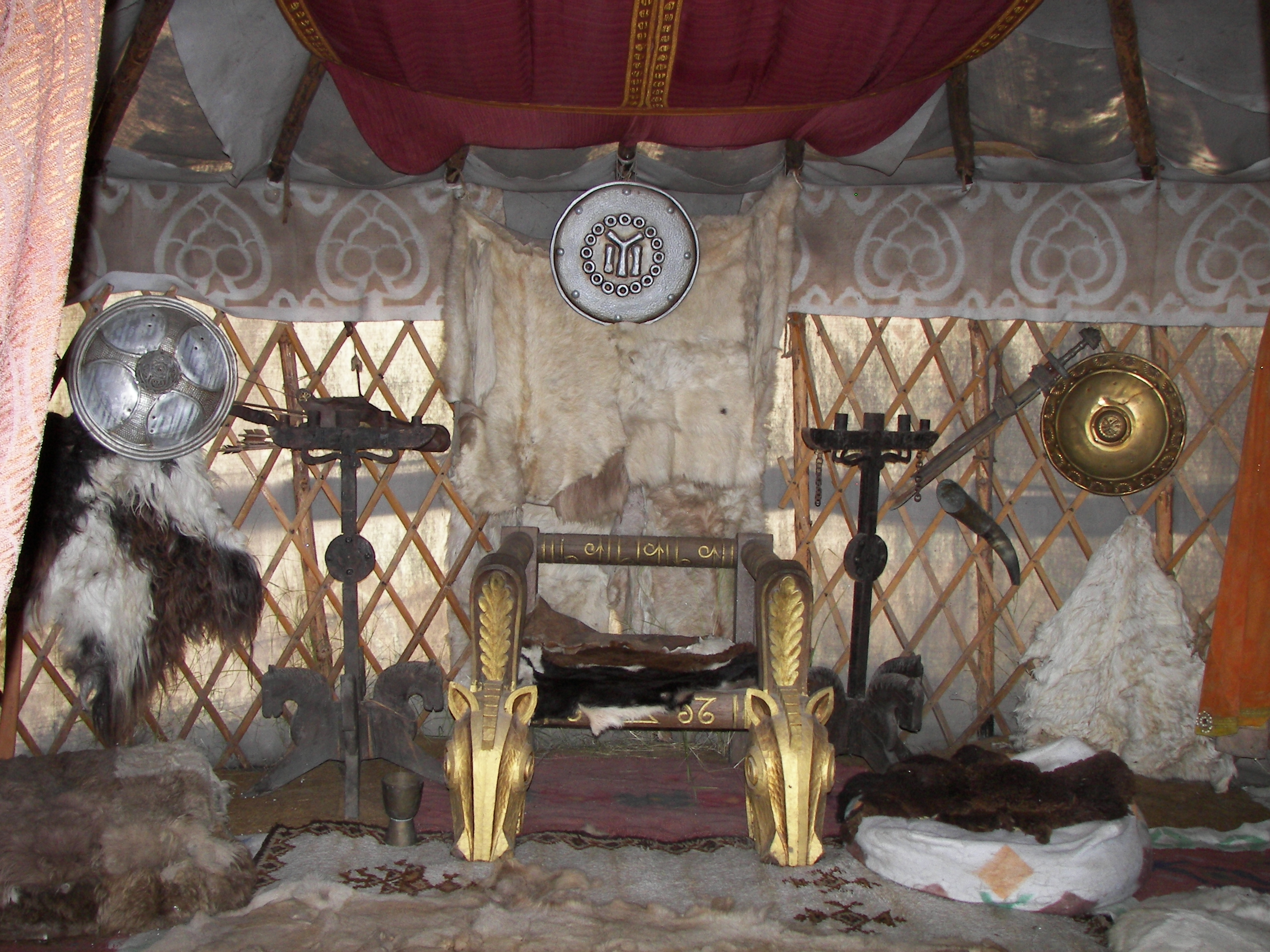